# Biopreparat
Biopreparat (russisch Биопрепарат, Vorbereitung biologischer Substanzen) war die wichtigste Behörde für biologische Kriegsführung in der Sowjetunion seit den 1970er-Jahren. Es handelte sich um ein Netzwerk geheimer Labore, jedes befasste sich mit einem anderen tödlichen Wirkstoff. Seine 30.000 Mitarbeiter erforschten und produzierten Biowaffen.

## Geschichte

### Einrichtung
Biopreparat wurde im April 1974 als eine „zivile“ Fortführung des früheren sowjetischen Biowaffenprogramms eingerichtet. Berichten zufolge wurde das Programm durch das Akademiemitglied Juri Owtschinnikow initiiert, der den Generalsekretär der KPdSU, Leonid Breschnew von der Wichtigkeit der Entwicklung biologischer Waffen überzeugte. Einige Autoren identifizierten Generaloberst Taras Tschepura als prominenten Unterstützer, der die Wichtigkeit verdeckter Forschung betonte.
Die Forschung bei Biopreparat stellte eine schwere Verletzung der Biowaffenkonvention von 1972 dar, die die Entwicklung und Herstellung biologischer Waffen verbietet. Ihre Existenz wurde für Jahrzehnte von der Sowjetunion geleugnet.

### Aufdeckung von Biopreparat im Westen
Im April 1979 verursachte der Milzbrand-Unfall in Swerdlowsk (inzwischen Jekaterinburg) den Tod von mindestens 105 Sowjetbürgern.
Die Sowjetunion versuchte, den Vorfall zu vertuschen, aber 1980 sickerten Details durch, als die Bildzeitung einen Artikel über den Vorfall brachte. Moskau bezeichnete die Vorwürfe, dass die Epidemie ein Unfall mit Biowaffen gewesen sei, als „verleumderische Propaganda“ und bestand darauf, dass der Ausbruch durch verseuchte Nahrungsmittel ausgelöst worden war.
Der erste wichtige Biowaffenexperte, der sich in den Westen absetzte, war Wladimir Passetschnik. Er alarmierte westliche Geheimdienste 1989 über den riesigen Maßstab von Moskaus Geheimprogramm. Die britische Premierministerin Margaret Thatcher und der U.S. Präsident George Bush übten daraufhin Druck auf den sowjetischen Präsidenten Michail Gorbatschow aus, die russischen Einrichtungen für biologische Kriegsführung einem Team von ausländischen Inspektoren zu öffnen.
Als die Inspektoren 1991 vier der Anlagen besuchten, begegnete man ihnen mit Verleugnung und Ausflüchten. Produktionstanks, die offensichtlich für eine Massenproduktion bestimmt waren, waren gereinigt und sterilisiert; aus Laboren war die Ausrüstung entfernt worden.
Passetschniks Enthüllung, dass das Programm zehnmal größer war als ursprünglich angenommen, wurden 1992 durch die Flucht von Oberst Kanatschan Alibekow (bekannt als Ken Alibek), des zweitwichtigsten Wissenschaftlers des Programms, bestätigt. Alibekow war von 1988 bis 1992 stellvertretender Direktor von Biopreparat. Er berichtete, dass die Entwicklung von neuen Stämmen gentechnisch veränderter Superwaffen weiter fortgesetzt würde.
Alibek schrieb später das Buch Biohazard (1999) in dem er sein weitreichendes Insiderwissen über die Struktur, die Ziele, den Betrieb und die Erfolge von Biopreparat in Einzelheiten veröffentlichte. Er trat am 13. Oktober 1998 auch in der amerikanischen Dokumentarserie Frontline der amerikanischen TV-Senderkette Public Broadcasting Service auf.

### 1990er-Jahre
Der Biopreparat-Komplex litt unter dem Kollaps der Sowjetunion. Seitdem sind einige große Produktionsstätten für Biowaffen offiziell geschlossen worden. Der aktuelle Zustand ist unbekannt, aber es ist wahrscheinlich, dass Nachfolgeeinrichtungen die Erforschung und Entwicklung von Biowaffen zumindest bis in die 1990er-Jahre fortgesetzt haben.

## Betrieb
Biopreparat war ein System von 18 nominell zivilen Forschungseinrichtungen und Zentren (hauptsächlich im europäischen Teil Russlands gelegen), in denen eine kleine Armee von Wissenschaftlern und Technikern biologische Waffen entwickelten, darunter Milzbrand, Ebola, Pest, Q-Fieber und Pocken. Es war der größte Produzent von waffenfähigem Milzbrand in der Sowjetunion und führend in der Entwicklung neuer Biowaffentechnologien.

### Biopreparat-Einrichtungen
Das Projekt hatte 18 größere Produktionsstätten und Einrichtungen, von denen die Folgenden bekannt sind:
- Institut für Mikrobiologie in Stepnogorsk, im Norden Kasachstans
- Institut für ultrareine biochemische Präparate in Leningrad (waffenfähige Pest)
- Staatliches Forschungszentrum für Virologie und Biotechnologie (VECTOR) in Kolzowo (waffenfähige Pocken)
- Institut für angewandte Biochemie, Omutninsk
- Biowaffenfabrik in Kirow, Oblast Kirow
- Fabrik für Herstellung von Pocken in Zagorsk
- Biowaffenfabrik in Berdsk
- Biowaffenfabrik (Militärgelände 19) in Swerdlowsk (waffenfähiger Milzbrand)
- Biowaffentestgelände auf der Insel der Wiedergeburt mit Labor in Kantubek im Aralsee

### Biopreparat-Krankheitserreger
Krankheitserreger, die erfolgreich zu Waffen entwickelt wurden (in Reihenfolge der Fertigstellung):
- Pocken
- Pest
- Milzbrand
- Venezolanische Pferdeenzephalomyelitis
- Tularämie
- Grippe
- Brucellose
- Marburg-Virus (vermutlich seit 1992 in Entwicklung)
- Ebolavirus (vermutlich seit 1992 in Entwicklung)
- Machupo-Virus (Bolivianisches hämorrhagisches Fieber) (vermutlich seit 1992 in Entwicklung)
- Veepox (Hybrid aus Venezolanischer Pferdeenzephalomyelitis und Pocken)
- Ebolapocken (Hybrid aus Ebola und Pocken)

Die jährliche Produktionskapazität vieler der oben aufgelisteten Krankheitserreger betrug zehntausende Tonnen, typischerweise mit redundanten Produktionseinrichtungen verteilt über die ganze Sowjetunion.